# Graben 11 (Weimar)

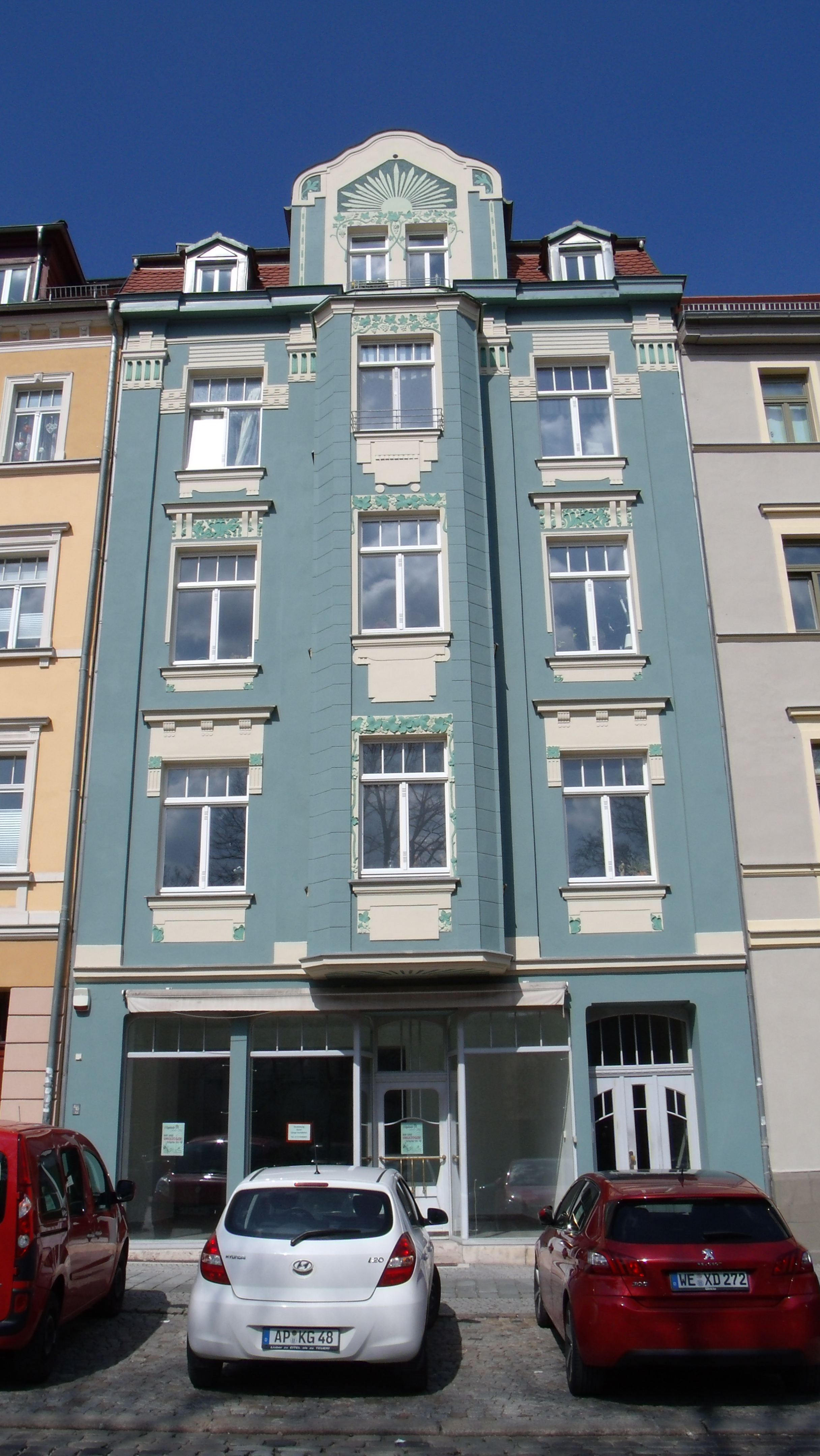
Graben 11 Weimar

Das Wohnhaus Graben 11 in Weimar ist ein mehrgeschossiges Wohn- und Geschäftshaus des Jugendstils.
In dem Haus unter dieser Nummer wohnte der Maler, Bildhauer und Stukkateur Carl Georg Theodor Hütter (1807–1883). Für dieses Gebäude wurde der Vorgängerbau niedergelegt. Das heute existierende Gebäude besitzt einen erkerartigen Mittelrisaliten mit einem Dachgiebel und der typischen Verzierung des Jugendstils. Der Gastwirt Fritz Menge hatte dieses 1906/07 nach dem Entwurf von Richard Saalborn errichten lassen. Der Vorgängerbau war ein kleines Wohnhaus am sog. Kannrückchen, das noch 1854 ein Schindeldach trug. Die Fassade wurde jedoch 1907 nicht von Saalborn, dessen Entwurf eine im Stile der Neorenaissance vorsah, sondern von Max Stark im Jugendstil ausgeführt.
Das Gebäude steht unter Denkmalschutz. Ein Denkmalschild befand sich auch an der Hauswand. Es ist bereits auf einem Foto aus der Sammlung von Kurt Schindler erkennbar.